# André Oulié
Pour les articles homonymes, voir Oulié.
 (juin 2009).
Si vous disposez d'ouvrages ou d'articles de référence ou si vous connaissez des sites web de qualité traitant du thème abordé ici, merci de compléter l'article en donnant les références utiles à sa vérifiabilité et en les liant à la section « Notes et références ».
André Antoine Émile Oulié, né à Béziers (Hérault, France) le 21 février 1898 et décédé le 29 mars 1996 est un dessinateur et scénariste de bande dessinée français.

## Biographie
André Oulié a été le premier dessinateur français de Zorro (dans un autre contexte, ce n'est plus un hobereau dans la Californie espagnole) et le créateur de Robin l'intrépide.
Il a commencé sa carrière d'auteur de bandes dessinées après la Seconde Guerre mondiale vers 1945. C'est en 1947, alors qu'il est déjà quinquagénaire, qu’Oulié commence à publier ses récits dessinés dans le magazine français Petit Journal. Ce périodique voit naître Robin l'intrépide, personnage créé de toutes pièces par le bédéiste, qui sera aussi le premier repreneur français du célèbre Zorro (créé par Johnston McCulley) qui connaît à ce moment un franc succès aux États-Unis.
André Oulié est un auteur très productif qui publie des récits de 20 à 50 pages tous les mois et réalise de nombreuses couvertures pour les illustrés. Il a également participé au court métrage Astres et désastres, sorti en 1945, en tant qu'animateur.
Il a dessiné Robin l'intrépide entre 1947 et 1956, et Zorro entre 1947 et 1967. Après la disparition du 'Petit Journal, il a continué à publier les aventures de ces deux héros dans les magazines L'Invincible pour les Jeunes et Zorro l'Invincible. Le personnage de Zorro est repris en 1968 par Jean Pape. Après cela, Oulié concentre sa production sur la série La Maison de Toutou jusqu'en 1975.
Il a également dessiné les aventures de Texas Bill.
En 1997, le festival BD de Sérignan a organisé une grande exposition rétrospective consacrée au travail d'André Oulié, qui repose d'ailleurs dans le cimetière de la ville[réf. nécessaire].

### Vie personnelle
Il est le père de Guy Oulié (1925-1999), illustrateur de bandes dessinées.

## Publications
- 1945-1946 : Collection ciné-images (albums des enfants sages) de Jean Arbuleau (scénario) et André Oulié (dessins), éd. Sagedi
- 1947-1956 : Robin l'intrépide de André Oulié (scénario/dessins), éd. Snpi - Hemma Chaix
- vers 1950 : Texas Bill (3 aventures de) de Henry Musnik (scénario) et André Oulié (dessins), éd. Sen
- 1947-1967 : Zorro de André Oulié (scénario/dessins), éd. Snpi - Hemma Chaix
- 1956 : A bientôt M. Zorro, par André Oulié (éditions Hemma Chaix)
- 1956 : Zorro face aux Peaux Rouges, par André Oulié (éditions Sagedi Chaix)
- 1972 : Zorro - Chasse à l'homme, par André Oulié & Collectif (éditions Presse illustrée)
- 1968-1975 : La maison de Toutou, par André Oulié (éditions Sfpi)